# Changan CS85

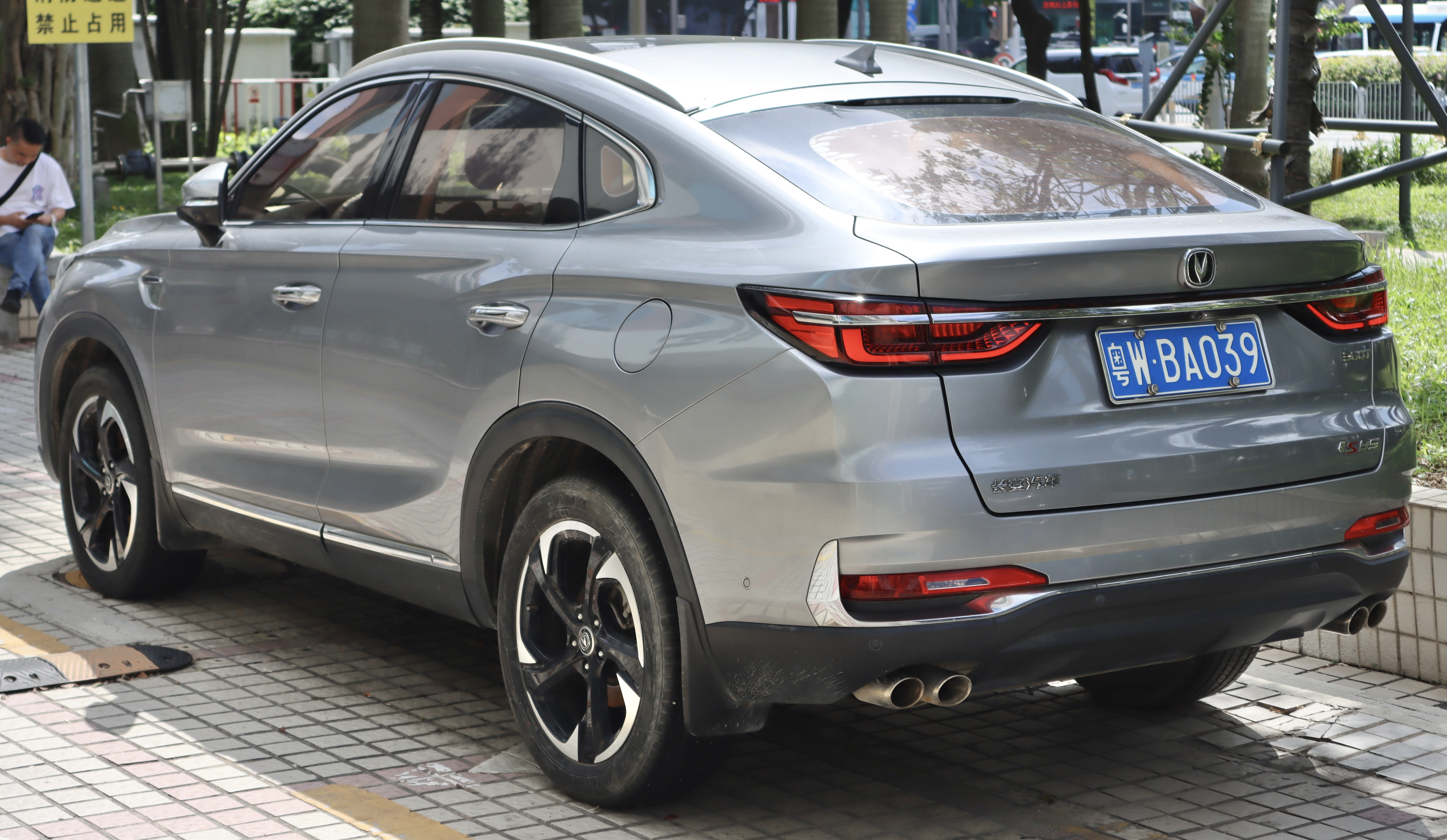
Heckansicht

Der Changan CS85 ist ein Crossover aus Sport Utility Vehicle und Coupé des chinesischen Automobilherstellers Chongqing Changan Automobile Company der Marke Changan.

## Geschichte
Das Fahrzeug debütierte auf der Guangzhou Auto Show im November 2018. Ab Anfang 2019 wurde der Wagen in China verkauft. Im September 2022 folgte eine überarbeitete Version. In Russland wurde die Baureihe zwischen Februar 2023 und Dezember 2024 angeboten. Technisch basiert der Wagen auf dem Changan CS75.
Die Abmessungen des CS85 ähneln denen des Mercedes-Benz GLC Coupé und des BMW X4.

## Technische Daten
Das Fahrzeug wurde zum Marktstart vom aus dem größeren Changan CS95 bekannten, aufgeladenen Zweiliter-Ottomotor mit 171 kW (232 PS) angetrieben. Das 8-Stufen-Automatikgetriebe stammt von Aisin Seiki. Ab Juni 2019 ergänzte zudem ein aufgeladener 1,5-Liter-Ottomotor mit 131 kW (178 PS) und einem 7-Stufen-Doppelkupplungsgetriebe die Modellpalette. Mit der Modellpflege stieg die Leistung der schwächeren Motorisierung auf 138 kW (188 PS). In Russland wurde nur der Zweiliter-Ottomotor angeboten. Dort leistet er maximal 165 kW (224 PS).
|                                            | 1.5T                             | 1.5T                             | 2.0T                       | 2.0T                       |
| ------------------------------------------ | -------------------------------- | -------------------------------- | -------------------------- | -------------------------- |
| Bauzeitraum                                | 06/2019–09/2022                  | 09/2022–12/2023                  | 01/2019–12/2023            | 02/2023–12/2024            |
| Markt                                      | China                            | China                            | China                      | Russland                   |
| Motorkenndaten                             |                                  |                                  |                            |                            |
| Motortyp                                   | R4-Ottomotor                     | R4-Ottomotor                     | R4-Ottomotor               | R4-Ottomotor               |
| Motoraufladung                             | Turbolader                       | Turbolader                       | Turbolader                 | Turbolader                 |
| Hubraum                                    | 1499 cm³                         | 1494 cm³                         | 1998 cm³                   | 1988 cm³                   |
| max. Leistung bei min−1                    | 131 kW (178 PS) / 5500           | 138 kW (188 PS) / 5500           | 171 kW (232 PS) / 5500     | 165 kW (224 PS) / 5500     |
| max. Drehmoment bei min−1                  | 265 Nm / 1450–4500               | 300 Nm / 1500–4000               | 360 Nm / 1750–3500         | 360 Nm / 1750–3500         |
| Kraftübertragung                           |                                  |                                  |                            |                            |
| Antrieb                                    | Vorderradantrieb                 | Vorderradantrieb                 | Vorderradantrieb           | Vorderradantrieb           |
| Getriebe, serienmäßig                      | 7-Stufen-Doppelkupplungsgetriebe | 7-Stufen-Doppelkupplungsgetriebe | 8-Stufen-Automatikgetriebe | 8-Stufen-Automatikgetriebe |
| Messwerte                                  |                                  |                                  |                            |                            |
| Höchstgeschwindigkeit                      | 200 km/h                         | 200 km/h                         | 210 km/h                   | 210 km/h                   |
| Beschleunigung, 0–100 km/h                 | k. A.                            | k. A.                            | 7,5 s                      | 7,5 s                      |
| Kraftstoffverbrauch auf 100 km, kombiniert | 6,8 l Super                      | 7,0 l Super                      | 7,9–8,2 l Super            | 7,9 l Super                |
| Tankinhalt                                 | 58 l                             | 58 l                             | 58 l                       | 58 l                       |